# Eleições legislativas de 2011 em Leiria

## Resultados Oficiais
| Partido                 | Partido                               | Votos   | %               | +/-   |
| ----------------------- | ------------------------------------- | ------- | --------------- | ----- |
|                         | Partido Social Democrata              | 34 476  | 49,06 / 100,00  | 13,24 |
|                         | Partido Socialista                    | 13 038  | 18,55 / 100,00  | 10,18 |
|                         | CDS – Partido Popular                 | 10 163  | 14,46 / 100,00  | 0,71  |
|                         | Bloco de Esquerda                     | 3 867   | 5,50 / 100,00   | 3,96  |
|                         | Coligação Democrática Unitária        | 2 107   | 3,00 / 100,00   | 0,17  |
|                         | Partido pelos Animais e pela Natureza | 860     | 1,22 / 100,00   | Novo  |
|                         | Outros                                | 2 029   | 2,89 / 100,00   |       |
| Votos Inválidos         | Votos Inválidos                       | 3 735   | 5,31 / 100,00   | 0,46  |
| Total                   | Total                                 | 70 275  | 100,00 / 100,00 |       |
| Eleitorado/Participação | Eleitorado/Participação               | 112 101 | 62,69 / 100,00  | 0,01  |
| Fonte                   | Fonte                                 | [ 1 ]   | [ 1 ]           | [ 1 ] |

## Resultados por Freguesia
Os resultados seguintes referem-se aos partidos que obtiveram mais de 1,00% dos votos:
| Freguesia               | %     | %     | %     | %    | %    | %    | Votantes |
| Freguesia               | PSD   | PS    | CDS   | BE   | CDU  | PAN  | Votantes |
| ----------------------- | ----- | ----- | ----- | ---- | ---- | ---- | -------- |
| Amor                    | 40,36 | 19,12 | 15,22 | 8,03 | 3,89 | 1,42 | 2 542    |
| Arrabal                 | 50,84 | 15,04 | 20,13 | 3,53 | 2,02 | 1,04 | 1 729    |
| Azoia                   | 46,18 | 22,03 | 14,09 | 6,52 | 2,34 | 1,27 | 1 412    |
| Bajouca                 | 71,51 | 5,74  | 12,57 | 2,54 | 0,65 | 0,36 | 1 376    |
| Barosa                  | 44,47 | 23,32 | 14,25 | 6,56 | 2,50 | 1,04 | 1 158    |
| Barreira                | 49,95 | 18,38 | 14,44 | 5,56 | 2,31 | 1,34 | 2 160    |
| Bidoeira de Cima        | 75,47 | 4,96  | 9,85  | 1,68 | 0,88 | 1,24 | 1 370    |
| Boa Vista               | 57,19 | 15,30 | 13,93 | 3,73 | 1,28 | 0,73 | 1 098    |
| Caranguejeira           | 66,04 | 9,83  | 13,39 | 2,80 | 0,89 | 0,89 | 3 033    |
| Carreira                | 41,11 | 21,52 | 16,29 | 4,78 | 4,19 | 1,05 | 669      |
| Carvide                 | 42,79 | 22,08 | 13,94 | 6,10 | 3,65 | 1,68 | 1 671    |
| Chainça                 | 69,43 | 7,77  | 14,84 | 1,77 | 0,71 | 0,53 | 566      |
| Coimbrão                | 43,27 | 24,46 | 14,16 | 4,16 | 2,67 | 1,78 | 1 010    |
| Colmeias                | 63,05 | 12,19 | 12,65 | 3,39 | 1,11 | 0,81 | 1 977    |
| Cortes                  | 42,53 | 24,69 | 14,23 | 5,46 | 2,47 | 1,08 | 1 940    |
| Leiria                  | 45,89 | 20,73 | 15,04 | 6,31 | 4,05 | 1,35 | 8 366    |
| Maceira                 | 38,13 | 26,76 | 12,67 | 7,37 | 4,30 | 1,30 | 5 400    |
| Marrazes                | 41,49 | 22,43 | 13,43 | 7,87 | 4,68 | 1,61 | 10 331   |
| Memória                 | 65,79 | 12,47 | 13,48 | 1,21 | 2,21 | 0,60 | 497      |
| Milagres                | 54,97 | 13,70 | 14,81 | 4,17 | 1,53 | 1,41 | 1 701    |
| Monte Real              | 39,81 | 22,65 | 15,23 | 6,90 | 3,29 | 1,23 | 1 550    |
| Monte Redondo           | 50,14 | 15,53 | 17,12 | 3,52 | 3,97 | 1,11 | 2 441    |
| Ortigosa                | 51,99 | 12,68 | 19,84 | 2,72 | 0,63 | 1,36 | 1 104    |
| Parceiros               | 41,49 | 24,67 | 14,53 | 6,55 | 3,24 | 1,22 | 2 533    |
| Pousos                  | 45,39 | 21,25 | 13,34 | 6,76 | 3,13 | 1,27 | 4 895    |
| Regueira de Pontes      | 44,62 | 17,09 | 20,06 | 5,11 | 3,74 | 1,07 | 1 311    |
| Santa Catarina da Serra | 68,52 | 7,39  | 13,90 | 2,07 | 0,84 | 0,57 | 2 611    |
| Santa Eufémia           | 63,42 | 9,82  | 15,00 | 2,42 | 1,28 | 1,21 | 1 487    |
| Souto da Carpalhosa     | 57,08 | 12,32 | 17,07 | 3,34 | 1,58 | 0,86 | 2 337    |
| Leiria                  | 49,06 | 18,55 | 14,46 | 5,50 | 3,00 | 1,22 | 70 275   |

#### Amor
| Partido                 | Partido                               | Votos | %               | +/-   |
| ----------------------- | ------------------------------------- | ----- | --------------- | ----- |
|                         | Partido Social Democrata              | 1 026 | 40,36 / 100,00  | 12,76 |
|                         | Partido Socialista                    | 486   | 19,12 / 100,00  | 10,95 |
|                         | CDS – Partido Popular                 | 387   | 15,22 / 100,00  | 0,75  |
|                         | Bloco de Esquerda                     | 204   | 8,03 / 100,00   | 4,35  |
|                         | Coligação Democrática Unitária        | 99    | 3,89 / 100,00   | 0,06  |
|                         | Partido pelos Animais e pela Natureza | 36    | 1,42 / 100,00   | Novo  |
|                         | Movimento Esperança Portugal          | 29    | 1,14 / 100,00   | 0,34  |
|                         | Outros                                | 92    | 3,61 / 100,00   |       |
| Votos Inválidos         | Votos Inválidos                       | 183   | 7,20 / 100,00   | 2,21  |
| Total                   | Total                                 | 2 542 | 100,00 / 100,00 |       |
| Eleitorado/Participação | Eleitorado/Participação               | 4 236 | 60,01 / 100,00  | 0,06  |

#### Arrabal
| Partido                 | Partido                               | Votos | %               | +/-   |
| ----------------------- | ------------------------------------- | ----- | --------------- | ----- |
|                         | Partido Social Democrata              | 879   | 50,84 / 100,00  | 14,06 |
|                         | CDS – Partido Popular                 | 348   | 20,13 / 100,00  | 1,85  |
|                         | Partido Socialista                    | 260   | 15,04 / 100,00  | 9,65  |
|                         | Bloco de Esquerda                     | 61    | 3,53 / 100,00   | 3,08  |
|                         | Coligação Democrática Unitária        | 35    | 2,02 / 100,00   | 0,30  |
|                         | Partido pelos Animais e pela Natureza | 18    | 1,04 / 100,00   | Novo  |
|                         | Outros                                | 49    | 2,84 / 100,00   |       |
| Votos Inválidos         | Votos Inválidos                       | 79    | 4,57 / 100,00   | 0,24  |
| Total                   | Total                                 | 1 729 | 100,00 / 100,00 |       |
| Eleitorado/Participação | Eleitorado/Participação               | 2 540 | 68,07 / 100,00  | 0,48  |

#### Azoia
| Partido                 | Partido                               | Votos | %               | +/-   |
| ----------------------- | ------------------------------------- | ----- | --------------- | ----- |
|                         | Partido Social Democrata              | 652   | 46,18 / 100,00  | 14,45 |
|                         | Partido Socialista                    | 311   | 22,03 / 100,00  | 11,80 |
|                         | CDS – Partido Popular                 | 199   | 14,09 / 100,00  | 0,18  |
|                         | Bloco de Esquerda                     | 92    | 6,52 / 100,00   | 2,86  |
|                         | Coligação Democrática Unitária        | 33    | 2,34 / 100,00   | 0,17  |
|                         | Partido pelos Animais e pela Natureza | 18    | 1,27 / 100,00   | Novo  |
|                         | PCTP/MRPP                             | 15    | 1,06 / 100,00   | 0,31  |
|                         | Outros                                | 18    | 1,27 / 100,00   |       |
| Votos Inválidos         | Votos Inválidos                       | 74    | 5,24 / 100,00   | 0,13  |
| Total                   | Total                                 | 1 412 | 100,00 / 100,00 |       |
| Eleitorado/Participação | Eleitorado/Participação               | 2 145 | 65,83 / 100,00  | 2,96  |

#### Bajouca
| Partido                 | Partido                  | Votos | %               | +/-   |
| ----------------------- | ------------------------ | ----- | --------------- | ----- |
|                         | Partido Social Democrata | 984   | 71,51 / 100,00  | 14,01 |
|                         | CDS – Partido Popular    | 173   | 12,57 / 100,00  | 3,74  |
|                         | Partido Socialista       | 79    | 5,74 / 100,00   | 7,50  |
|                         | Bloco de Esquerda        | 35    | 2,54 / 100,00   | 1,70  |
|                         | Outros                   | 43    | 3,12 / 100,00   |       |
| Votos Inválidos         | Votos Inválidos          | 62    | 4,50 / 100,00   | 0,48  |
| Total                   | Total                    | 1 376 | 100,00 / 100,00 |       |
| Eleitorado/Participação | Eleitorado/Participação  | 1 984 | 69,35 / 100,00  | 0,73  |

#### Barosa
| Partido                 | Partido                               | Votos | %               | +/-   |
| ----------------------- | ------------------------------------- | ----- | --------------- | ----- |
|                         | Partido Social Democrata              | 515   | 44,47 / 100,00  | 16,42 |
|                         | Partido Socialista                    | 270   | 23,32 / 100,00  | 13,58 |
|                         | CDS – Partido Popular                 | 165   | 14,25 / 100,00  | 0,53  |
|                         | Bloco de Esquerda                     | 76    | 6,56 / 100,00   | 4,86  |
|                         | Coligação Democrática Unitária        | 29    | 2,50 / 100,00   | 0,29  |
|                         | Partido pelos Animais e pela Natureza | 12    | 1,04 / 100,00   | Novo  |
|                         | PCTP/MRPP                             | 12    | 1,04 / 100,00   | 0,60  |
|                         | Outros                                | 19    | 1,65 / 100,00   |       |
| Votos Inválidos         | Votos Inválidos                       | 60    | 5,19 / 100,00   | 0,77  |
| Total                   | Total                                 | 1 158 | 100,00 / 100,00 |       |
| Eleitorado/Participação | Eleitorado/Participação               | 1 822 | 63,56 / 100,00  | 1,09  |

#### Barreira
| Partido                 | Partido                               | Votos | %               | +/-   |
| ----------------------- | ------------------------------------- | ----- | --------------- | ----- |
|                         | Partido Social Democrata              | 1 079 | 49,95 / 100,00  | 9,66  |
|                         | Partido Socialista                    | 397   | 18,38 / 100,00  | 12,08 |
|                         | CDS – Partido Popular                 | 312   | 14,44 / 100,00  | 1,56  |
|                         | Bloco de Esquerda                     | 120   | 5,56 / 100,00   | 3,66  |
|                         | Coligação Democrática Unitária        | 50    | 2,31 / 100,00   | 0,47  |
|                         | Partido pelos Animais e pela Natureza | 29    | 1,34 / 100,00   | Novo  |
|                         | Outros                                | 40    | 1,85 / 100,00   |       |
| Votos Inválidos         | Votos Inválidos                       | 133   | 6,16 / 100,00   | 1,97  |
| Total                   | Total                                 | 2 160 | 100,00 / 100,00 |       |
| Eleitorado/Participação | Eleitorado/Participação               | 3 210 | 67,29 / 100,00  | 0,20  |

#### Bidoeira de Cima
| Partido                 | Partido                               | Votos | %               | +/-   |
| ----------------------- | ------------------------------------- | ----- | --------------- | ----- |
|                         | Partido Social Democrata              | 1 034 | 75,47 / 100,00  | 14,62 |
|                         | CDS – Partido Popular                 | 135   | 9,85 / 100,00   | 4,24  |
|                         | Partido Socialista                    | 68    | 4,96 / 100,00   | 7,49  |
|                         | Bloco de Esquerda                     | 23    | 1,68 / 100,00   | 1,68  |
|                         | Partido pelos Animais e pela Natureza | 17    | 1,24 / 100,00   | Novo  |
|                         | Outros                                | 40    | 2,92 / 100,00   |       |
| Votos Inválidos         | Votos Inválidos                       | 53    | 3,87 / 100,00   | 1,43  |
| Total                   | Total                                 | 1 370 | 100,00 / 100,00 |       |
| Eleitorado/Participação | Eleitorado/Participação               | 2 158 | 63,48 / 100,00  | 0,87  |

#### Boa Vista
| Partido                 | Partido                        | Votos | %               | +/-   |
| ----------------------- | ------------------------------ | ----- | --------------- | ----- |
|                         | Partido Social Democrata       | 628   | 57,19 / 100,00  | 13,79 |
|                         | Partido Socialista             | 168   | 15,30 / 100,00  | 10,20 |
|                         | CDS – Partido Popular          | 153   | 13,93 / 100,00  | 1,17  |
|                         | Bloco de Esquerda              | 41    | 3,73 / 100,00   | 2,42  |
|                         | Coligação Democrática Unitária | 14    | 1,28 / 100,00   | 0,10  |
|                         | Outros                         | 31    | 2,82 / 100,00   |       |
| Votos Inválidos         | Votos Inválidos                | 63    | 5,74 / 100,00   | 0,40  |
| Total                   | Total                          | 1 098 | 100,00 / 100,00 |       |
| Eleitorado/Participação | Eleitorado/Participação        | 1 635 | 67,16 / 100,00  | 1,11  |

#### Caranguejeira
| Partido                 | Partido                  | Votos | %               | +/-   |
| ----------------------- | ------------------------ | ----- | --------------- | ----- |
|                         | Partido Social Democrata | 2 003 | 66,04 / 100,00  | 16,45 |
|                         | CDS – Partido Popular    | 406   | 13,39 / 100,00  | 6,02  |
|                         | Partido Socialista       | 298   | 9,83 / 100,00   | 8,61  |
|                         | Bloco de Esquerda        | 85    | 2,80 / 100,00   | 2,43  |
|                         | Outros                   | 108   | 3,57 / 100,00   |       |
| Votos Inválidos         | Votos Inválidos          | 133   | 4,39 / 100,00   | 0,11  |
| Total                   | Total                    | 3 033 | 100,00 / 100,00 |       |
| Eleitorado/Participação | Eleitorado/Participação  | 4 682 | 64,78 / 100,00  | 0,08  |

#### Carreira
| Partido                 | Partido                               | Votos | %               | +/-   |
| ----------------------- | ------------------------------------- | ----- | --------------- | ----- |
|                         | Partido Social Democrata              | 275   | 41,11 / 100,00  | 11,54 |
|                         | Partido Socialista                    | 144   | 21,52 / 100,00  | 14,13 |
|                         | CDS – Partido Popular                 | 109   | 16,29 / 100,00  | 1,80  |
|                         | Bloco de Esquerda                     | 32    | 4,78 / 100,00   | 2,76  |
|                         | Coligação Democrática Unitária        | 28    | 4,19 / 100,00   | 0,86  |
|                         | PCTP/MRPP                             | 8     | 1,20 / 100,00   | 0,33  |
|                         | Partido pelos Animais e pela Natureza | 7     | 1,05 / 100,00   | Novo  |
|                         | Outros                                | 16    | 2,39 / 100,00   |       |
| Votos Inválidos         | Votos Inválidos                       | 50    | 7,47 / 100,00   | 1,53  |
| Total                   | Total                                 | 669   | 100,00 / 100,00 |       |
| Eleitorado/Participação | Eleitorado/Participação               | 1 205 | 55,52 / 100,00  | 0,67  |

#### Carvide
| Partido                 | Partido                               | Votos | %               | +/-   |
| ----------------------- | ------------------------------------- | ----- | --------------- | ----- |
|                         | Partido Social Democrata              | 715   | 42,79 / 100,00  | 12,38 |
|                         | Partido Socialista                    | 369   | 22,08 / 100,00  | 7,87  |
|                         | CDS – Partido Popular                 | 233   | 13,94 / 100,00  | 1,30  |
|                         | Bloco de Esquerda                     | 102   | 6,10 / 100,00   | 6,39  |
|                         | Coligação Democrática Unitária        | 61    | 3,65 / 100,00   | 0,96  |
|                         | Partido pelos Animais e pela Natureza | 28    | 1,68 / 100,00   | Novo  |
|                         | PCTP/MRPP                             | 19    | 1,14 / 100,00   | 0,38  |
|                         | Outros                                | 37    | 2,22 / 100,00   |       |
| Votos Inválidos         | Votos Inválidos                       | 107   | 6,41 / 100,00   | 1,33  |
| Total                   | Total                                 | 1 671 | 100,00 / 100,00 |       |
| Eleitorado/Participação | Eleitorado/Participação               | 2 774 | 60,24 / 100,00  | 0,46  |

#### Chainça
| Partido                 | Partido                  | Votos | %               | +/-   |
| ----------------------- | ------------------------ | ----- | --------------- | ----- |
|                         | Partido Social Democrata | 393   | 69,43 / 100,00  | 16,61 |
|                         | CDS – Partido Popular    | 84    | 14,84 / 100,00  | 6,65  |
|                         | Partido Socialista       | 44    | 7,77 / 100,00   | 8,44  |
|                         | Bloco de Esquerda        | 10    | 1,77 / 100,00   | 1,51  |
|                         | Outros                   | 17    | 3,00 / 100,00   |       |
| Votos Inválidos         | Votos Inválidos          | 18    | 3,18 / 100,00   | 0,65  |
| Total                   | Total                    | 566   | 100,00 / 100,00 |       |
| Eleitorado/Participação | Eleitorado/Participação  | 778   | 72,75 / 100,00  | 1,64  |

#### Coimbrão
| Partido                 | Partido                               | Votos | %               | +/-   |
| ----------------------- | ------------------------------------- | ----- | --------------- | ----- |
|                         | Partido Social Democrata              | 437   | 43,27 / 100,00  | 11,63 |
|                         | Partido Socialista                    | 247   | 24,46 / 100,00  | 8,63  |
|                         | CDS – Partido Popular                 | 143   | 14,16 / 100,00  | 0,21  |
|                         | Bloco de Esquerda                     | 42    | 4,16 / 100,00   | 3,29  |
|                         | Coligação Democrática Unitária        | 27    | 2,67 / 100,00   | 0,85  |
|                         | Partido pelos Animais e pela Natureza | 18    | 1,78 / 100,00   | Novo  |
|                         | Outros                                | 37    | 3,66 / 100,00   |       |
| Votos Inválidos         | Votos Inválidos                       | 59    | 5,74 / 100,00   | 1,09  |
| Total                   | Total                                 | 1 010 | 100,00 / 100,00 |       |
| Eleitorado/Participação | Eleitorado/Participação               | 1 850 | 54,59 / 100,00  | 1,89  |

#### Colmeias
| Partido                 | Partido                        | Votos | %               | +/-   |
| ----------------------- | ------------------------------ | ----- | --------------- | ----- |
|                         | Partido Social Democrata       | 1 246 | 63,02 / 100,00  | 14,70 |
|                         | CDS – Partido Popular          | 250   | 12,65 / 100,00  | 2,06  |
|                         | Partido Socialista             | 241   | 12,19 / 100,00  | 10,62 |
|                         | Bloco de Esquerda              | 67    | 3,39 / 100,00   | 2,31  |
|                         | Coligação Democrática Unitária | 22    | 1,11 / 100,00   | 0,47  |
|                         | Outros                         | 68    | 3,43 / 100,00   |       |
| Votos Inválidos         | Votos Inválidos                | 83    | 4,19 / 100,00   | 0,22  |
| Total                   | Total                          | 1 977 | 100,00 / 100,00 |       |
| Eleitorado/Participação | Eleitorado/Participação        | 3 617 | 54,66 / 100,00  | 1,55  |

#### Cortes
| Partido                 | Partido                               | Votos | %               | +/-   |
| ----------------------- | ------------------------------------- | ----- | --------------- | ----- |
|                         | Partido Social Democrata              | 825   | 42,53 / 100,00  | 12,63 |
|                         | Partido Socialista                    | 479   | 24,69 / 100,00  | 11,70 |
|                         | CDS – Partido Popular                 | 276   | 14,23 / 100,00  | 0,26  |
|                         | Bloco de Esquerda                     | 106   | 5,46 / 100,00   | 3,72  |
|                         | Coligação Democrática Unitária        | 48    | 2,47 / 100,00   | 0,59  |
|                         | Partido pelos Animais e pela Natureza | 21    | 1,08 / 100,00   | Novo  |
|                         | Outros                                | 63    | 3,24 / 100,00   |       |
| Votos Inválidos         | Votos Inválidos                       | 122   | 6,28 / 100,00   | 0,97  |
| Total                   | Total                                 | 1 940 | 100,00 / 100,00 |       |
| Eleitorado/Participação | Eleitorado/Participação               | 2 901 | 66,87 / 100,00  | 2,32  |

#### Leiria
| Partido                 | Partido                               | Votos  | %               | +/-   |
| ----------------------- | ------------------------------------- | ------ | --------------- | ----- |
|                         | Partido Social Democrata              | 3 839  | 45,89 / 100,00  | 11,38 |
|                         | Partido Socialista                    | 1 734  | 20,73 / 100,00  | 9,85  |
|                         | CDS – Partido Popular                 | 1 258  | 15,04 / 100,00  | 1,78  |
|                         | Bloco de Esquerda                     | 528    | 6,31 / 100,00   | 5,27  |
|                         | Coligação Democrática Unitária        | 339    | 4,05 / 100,00   | 0,08  |
|                         | Partido pelos Animais e pela Natureza | 113    | 1,35 / 100,00   | Novo  |
|                         | Outros                                | 170    | 2,04 / 100,00   |       |
| Votos Inválidos         | Votos Inválidos                       | 385    | 4,60 / 100,00   | 0,89  |
| Total                   | Total                                 | 8 366  | 100,00 / 100,00 |       |
| Eleitorado/Participação | Eleitorado/Participação               | 12 965 | 64,53 / 100,00  | 0,89  |

#### Maceira
| Partido                 | Partido                               | Votos | %               | +/-   |
| ----------------------- | ------------------------------------- | ----- | --------------- | ----- |
|                         | Partido Social Democrata              | 2 059 | 38,13 / 100,00  | 11,22 |
|                         | Partido Socialista                    | 1 445 | 26,76 / 100,00  | 9,66  |
|                         | CDS – Partido Popular                 | 684   | 12,67 / 100,00  | 0,74  |
|                         | Bloco de Esquerda                     | 398   | 7,37 / 100,00   | 4,36  |
|                         | Coligação Democrática Unitária        | 232   | 4,30 / 100,00   | 0,10  |
|                         | PCTP/MRPP                             | 76    | 1,41 / 100,00   | 0,56  |
|                         | Partido pelos Animais e pela Natureza | 70    | 1,30 / 100,00   | Novo  |
|                         | Outros                                | 135   | 2,50 / 100,00   |       |
| Votos Inválidos         | Votos Inválidos                       | 301   | 5,57 / 100,00   | 0,68  |
| Total                   | Total                                 | 5 400 | 100,00 / 100,00 |       |
| Eleitorado/Participação | Eleitorado/Participação               | 8 920 | 60,54 / 100,00  | 2,02  |

#### Marrazes
| Partido                 | Partido                               | Votos  | %               | +/-   |
| ----------------------- | ------------------------------------- | ------ | --------------- | ----- |
|                         | Partido Social Democrata              | 4 286  | 41,49 / 100,00  | 12,39 |
|                         | Partido Socialista                    | 2 317  | 22,43 / 100,00  | 11,70 |
|                         | CDS – Partido Popular                 | 1 387  | 13,43 / 100,00  | 1,54  |
|                         | Bloco de Esquerda                     | 813    | 7,87 / 100,00   | 4,50  |
|                         | Coligação Democrática Unitária        | 484    | 4,68 / 100,00   | 0,57  |
|                         | Partido pelos Animais e pela Natureza | 166    | 1,61 / 100,00   | Novo  |
|                         | PCTP/MRPP                             | 117    | 1,13 / 100,00   | 0,35  |
|                         | Outros                                | 217    | 2,10 / 100,00   |       |
| Votos Inválidos         | Votos Inválidos                       | 544    | 5,27 / 100,00   | 0,15  |
| Total                   | Total                                 | 10 331 | 100,00 / 100,00 |       |
| Eleitorado/Participação | Eleitorado/Participação               | 17 397 | 59,38 / 100,00  | 0,51  |

#### Memória
| Partido                 | Partido                        | Votos | %               | +/-   |
| ----------------------- | ------------------------------ | ----- | --------------- | ----- |
|                         | Partido Social Democrata       | 327   | 65,79 / 100,00  | 16,70 |
|                         | CDS – Partido Popular          | 67    | 13,48 / 100,00  | 4,90  |
|                         | Partido Socialista             | 62    | 12,47 / 100,00  | 8,74  |
|                         | Coligação Democrática Unitária | 11    | 2,21 / 100,00   | 2,01  |
|                         | Bloco de Esquerda              | 6     | 1,21 / 100,00   | 4,24  |
|                         | Outros                         | 9     | 1,81 / 100,00   |       |
| Votos Inválidos         | Votos Inválidos                | 15    | 3,02 / 100,00   | 0,40  |
| Total                   | Total                          | 497   | 100,00 / 100,00 |       |
| Eleitorado/Participação | Eleitorado/Participação        | 1 078 | 46,10 / 100,00  | 0,16  |

#### Milagres
| Partido                 | Partido                               | Votos | %               | +/-   |
| ----------------------- | ------------------------------------- | ----- | --------------- | ----- |
|                         | Partido Social Democrata              | 935   | 54,97 / 100,00  | 14,23 |
|                         | CDS – Partido Popular                 | 252   | 14,81 / 100,00  | 0,61  |
|                         | Partido Socialista                    | 233   | 13,70 / 100,00  | 10,33 |
|                         | Bloco de Esquerda                     | 71    | 4,17 / 100,00   | 4,82  |
|                         | Coligação Democrática Unitária        | 26    | 1,53 / 100,00   | 0,09  |
|                         | Partido pelos Animais e pela Natureza | 24    | 1,41 / 100,00   | Novo  |
|                         | Outros                                | 56    | 3,29 / 100,00   |       |
| Votos Inválidos         | Votos Inválidos                       | 104   | 6,12 / 100,00   | 0,31  |
| Total                   | Total                                 | 1 701 | 100,00 / 100,00 |       |
| Eleitorado/Participação | Eleitorado/Participação               | 3 000 | 56,70 / 100,00  | 1,14  |

#### Monte Real
| Partido                 | Partido                               | Votos | %               | +/-   |
| ----------------------- | ------------------------------------- | ----- | --------------- | ----- |
|                         | Partido Social Democrata              | 617   | 39,81 / 100,00  | 10,58 |
|                         | Partido Socialista                    | 351   | 22,65 / 100,00  | 9,23  |
|                         | CDS – Partido Popular                 | 236   | 15,23 / 100,00  | 0,42  |
|                         | Bloco de Esquerda                     | 107   | 6,90 / 100,00   | 4,48  |
|                         | Coligação Democrática Unitária        | 51    | 3,29 / 100,00   | 0,12  |
|                         | Partido pelos Animais e pela Natureza | 19    | 1,23 / 100,00   | Novo  |
|                         | PCTP/MRPP                             | 16    | 1,03 / 100,00   | 0,17  |
|                         | Outros                                | 43    | 2,78 / 100,00   |       |
| Votos Inválidos         | Votos Inválidos                       | 110   | 7,10 / 100,00   | 2,01  |
| Total                   | Total                                 | 1 550 | 100,00 / 100,00 |       |
| Eleitorado/Participação | Eleitorado/Participação               | 2 527 | 61,34 / 100,00  | 0,62  |

#### Monte Redondo
| Partido                 | Partido                               | Votos | %               | +/-   |
| ----------------------- | ------------------------------------- | ----- | --------------- | ----- |
|                         | Partido Social Democrata              | 1 224 | 50,14 / 100,00  | 13,51 |
|                         | CDS – Partido Popular                 | 418   | 17,12 / 100,00  | 3,10  |
|                         | Partido Socialista                    | 379   | 15,53 / 100,00  | 7,03  |
|                         | Coligação Democrática Unitária        | 97    | 3,97 / 100,00   | 0,09  |
|                         | Bloco de Esquerda                     | 86    | 3,52 / 100,00   | 3,17  |
|                         | Partido pelos Animais e pela Natureza | 27    | 1,11 / 100,00   | Novo  |
|                         | Outros                                | 75    | 3,09 / 100,00   |       |
| Votos Inválidos         | Votos Inválidos                       | 135   | 5,53 / 100,00   | 0,96  |
| Total                   | Total                                 | 2 441 | 100,00 / 100,00 |       |
| Eleitorado/Participação | Eleitorado/Participação               | 4 108 | 59,42 / 100,00  | 0,26  |

#### Ortigosa
| Partido                 | Partido                               | Votos | %               | +/-   |
| ----------------------- | ------------------------------------- | ----- | --------------- | ----- |
|                         | Partido Social Democrata              | 574   | 51,99 / 100,00  | 14,88 |
|                         | CDS – Partido Popular                 | 219   | 19,84 / 100,00  | 4,30  |
|                         | Partido Socialista                    | 140   | 12,68 / 100,00  | 9,28  |
|                         | Bloco de Esquerda                     | 30    | 2,72 / 100,00   | 3,63  |
|                         | PCTP/MRPP                             | 19    | 1,72 / 100,00   | 1,45  |
|                         | Partido pelos Animais e pela Natureza | 15    | 1,36 / 100,00   | Novo  |
|                         | Outros                                | 33    | 2,98 / 100,00   |       |
| Votos Inválidos         | Votos Inválidos                       | 73    | 6,61 / 100,00   | 0,17  |
| Total                   | Total                                 | 1 104 | 100,00 / 100,00 |       |
| Eleitorado/Participação | Eleitorado/Participação               | 1 720 | 64,19 / 100,00  | 2,44  |

#### Parceiros
| Partido                 | Partido                               | Votos | %               | +/-   |
| ----------------------- | ------------------------------------- | ----- | --------------- | ----- |
|                         | Partido Social Democrata              | 1 051 | 41,49 / 100,00  | 13,14 |
|                         | Partido Socialista                    | 625   | 24,67 / 100,00  | 12,23 |
|                         | CDS – Partido Popular                 | 368   | 14,53 / 100,00  | 1,39  |
|                         | Bloco de Esquerda                     | 166   | 6,55 / 100,00   | 4,69  |
|                         | Coligação Democrática Unitária        | 82    | 3,24 / 100,00   | 0,11  |
|                         | Partido pelos Animais e pela Natureza | 31    | 1,22 / 100,00   | Novo  |
|                         | Outros                                | 71    | 2,81 / 100,00   |       |
| Votos Inválidos         | Votos Inválidos                       | 139   | 5,49 / 100,00   | 0,99  |
| Total                   | Total                                 | 2 533 | 100,00 / 100,00 |       |
| Eleitorado/Participação | Eleitorado/Participação               | 3 559 | 71,17 / 100,00  | 1,06  |

#### Pousos
| Partido                 | Partido                               | Votos | %               | +/-   |
| ----------------------- | ------------------------------------- | ----- | --------------- | ----- |
|                         | Partido Social Democrata              | 2 222 | 45,39 / 100,00  | 14,10 |
|                         | Partido Socialista                    | 1 040 | 21,25 / 100,00  | 10,57 |
|                         | CDS – Partido Popular                 | 653   | 13,34 / 100,00  | 0,34  |
|                         | Bloco de Esquerda                     | 331   | 6,76 / 100,00   | 6,11  |
|                         | Coligação Democrática Unitária        | 153   | 3,13 / 100,00   | 0,37  |
|                         | Partido pelos Animais e pela Natureza | 62    | 1,27 / 100,00   | Novo  |
|                         | Outros                                | 151   | 3,07 / 100,00   |       |
| Votos Inválidos         | Votos Inválidos                       | 283   | 5,78 / 100,00   | 0,76  |
| Total                   | Total                                 | 4 895 | 100,00 / 100,00 |       |
| Eleitorado/Participação | Eleitorado/Participação               | 7 508 | 65,20 / 100,00  | 0,61  |

#### Regueira de Pontes
| Partido                 | Partido                               | Votos | %               | +/-   |
| ----------------------- | ------------------------------------- | ----- | --------------- | ----- |
|                         | Partido Social Democrata              | 585   | 44,62 / 100,00  | 14,50 |
|                         | CDS – Partido Popular                 | 263   | 20,06 / 100,00  | 0,65  |
|                         | Partido Socialista                    | 224   | 17,09 / 100,00  | 11,29 |
|                         | Bloco de Esquerda                     | 67    | 5,11 / 100,00   | 3,92  |
|                         | Coligação Democrática Unitária        | 49    | 3,74 / 100,00   | 0,71  |
|                         | Partido pelos Animais e pela Natureza | 14    | 1,07 / 100,00   | Novo  |
|                         | Outros                                | 36    | 2,75 / 100,00   |       |
| Votos Inválidos         | Votos Inválidos                       | 73    | 6,57 / 100,00   | 0,80  |
| Total                   | Total                                 | 1 311 | 100,00 / 100,00 |       |
| Eleitorado/Participação | Eleitorado/Participação               | 1 982 | 66,15 / 100,00  | 0,77  |

#### Santa Catarina da Serra
| Partido                 | Partido                  | Votos | %               | +/-   |
| ----------------------- | ------------------------ | ----- | --------------- | ----- |
|                         | Partido Social Democrata | 1 789 | 68,52 / 100,00  | 16,79 |
|                         | CDS – Partido Popular    | 363   | 13,90 / 100,00  | 5,21  |
|                         | Partido Socialista       | 193   | 7,39 / 100,00   | 10,62 |
|                         | Bloco de Esquerda        | 54    | 2,07 / 100,00   | 1,68  |
|                         | Outros                   | 91    | 3,48 / 100,00   |       |
| Votos Inválidos         | Votos Inválidos          | 121   | 4,64 / 100,00   | 0,14  |
| Total                   | Total                    | 2 611 | 100,00 / 100,00 |       |
| Eleitorado/Participação | Eleitorado/Participação  | 3 691 | 70,74 / 100,00  | 1,40  |

#### Santa Eufémia
| Partido                 | Partido                               | Votos | %               | +/-   |
| ----------------------- | ------------------------------------- | ----- | --------------- | ----- |
|                         | Partido Social Democrata              | 943   | 63,42 / 100,00  | 14,26 |
|                         | CDS – Partido Popular                 | 223   | 15,00 / 100,00  | 4,02  |
|                         | Partido Socialista                    | 146   | 9,82 / 100,00   | 8,40  |
|                         | Bloco de Esquerda                     | 36    | 2,42 / 100,00   | 2,74  |
|                         | Coligação Democrática Unitária        | 19    | 1,28 / 100,00   | 0,28  |
|                         | Partido pelos Animais e pela Natureza | 18    | 1,21 / 100,00   | Novo  |
|                         | Outros                                | 41    | 3,70 / 100,00   |       |
| Votos Inválidos         | Votos Inválidos                       | 61    | 4,10 / 100,00   | 0,79  |
| Total                   | Total                                 | 1 487 | 100,00 / 100,00 |       |
| Eleitorado/Participação | Eleitorado/Participação               | 2 372 | 62,69 / 100,00  | 0,25  |

#### Souto da Carpalhosa
| Partido                 | Partido                        | Votos | %               | +/-   |
| ----------------------- | ------------------------------ | ----- | --------------- | ----- |
|                         | Partido Social Democrata       | 1 334 | 57,08 / 100,00  | 14,36 |
|                         | CDS – Partido Popular          | 399   | 17,07 / 100,00  | 2,28  |
|                         | Partido Socialista             | 288   | 12,32 / 100,00  | 9,90  |
|                         | Bloco de Esquerda              | 78    | 3,34 / 100,00   | 2,31  |
|                         | Coligação Democrática Unitária | 37    | 1,58 / 100,00   | 0,12  |
|                         | PCTP/MRPP                      | 26    | 1,11 / 100,00   | 0,72  |
|                         | Outros                         | 63    | 2,71 / 100,00   |       |
| Votos Inválidos         | Votos Inválidos                | 112   | 4,79 / 100,00   | 0,35  |
| Total                   | Total                          | 2 337 | 100,00 / 100,00 |       |
| Eleitorado/Participação | Eleitorado/Participação        | 3 737 | 62,54 / 100,00  | 0,69  |